# Henrik Lundström
Henrik Lundström (* 13. November 1979 in Mölndal) ist ein ehemaliger schwedischer Handballspieler. Er hat 104 Spiele für die schwedische Nationalmannschaft absolviert und hat dabei 257 Tore geworfen.
Henrik Lundström spielte u. a. für HK Aranäs und Redbergslids IK, bevor er 2004 zum THW Kiel kam, wo er einen Vertrag bis 2012 besaß. Er teilte sich dort die Linksaußen-Position mit Dominik Klein. Im Sommer 2012 kehrte er zu Redbergslids IK zurück. Im Sommer 2014 beendete Lundström seine aktive Karriere bei Redbergslids IK und übernahm dort den Posten des Sportdirektors. Im April 2015 wurde er vom THW Kiel bis zum Saisonende 2014/15 reaktiviert.
Lundström hat eine Körperlänge von 1,85 m und wiegt 85 kg. Er ist verheiratet mit Isabel und hat mit ihr zusammen zwei Söhne und eine Tochter.

## Erfolge als Spieler

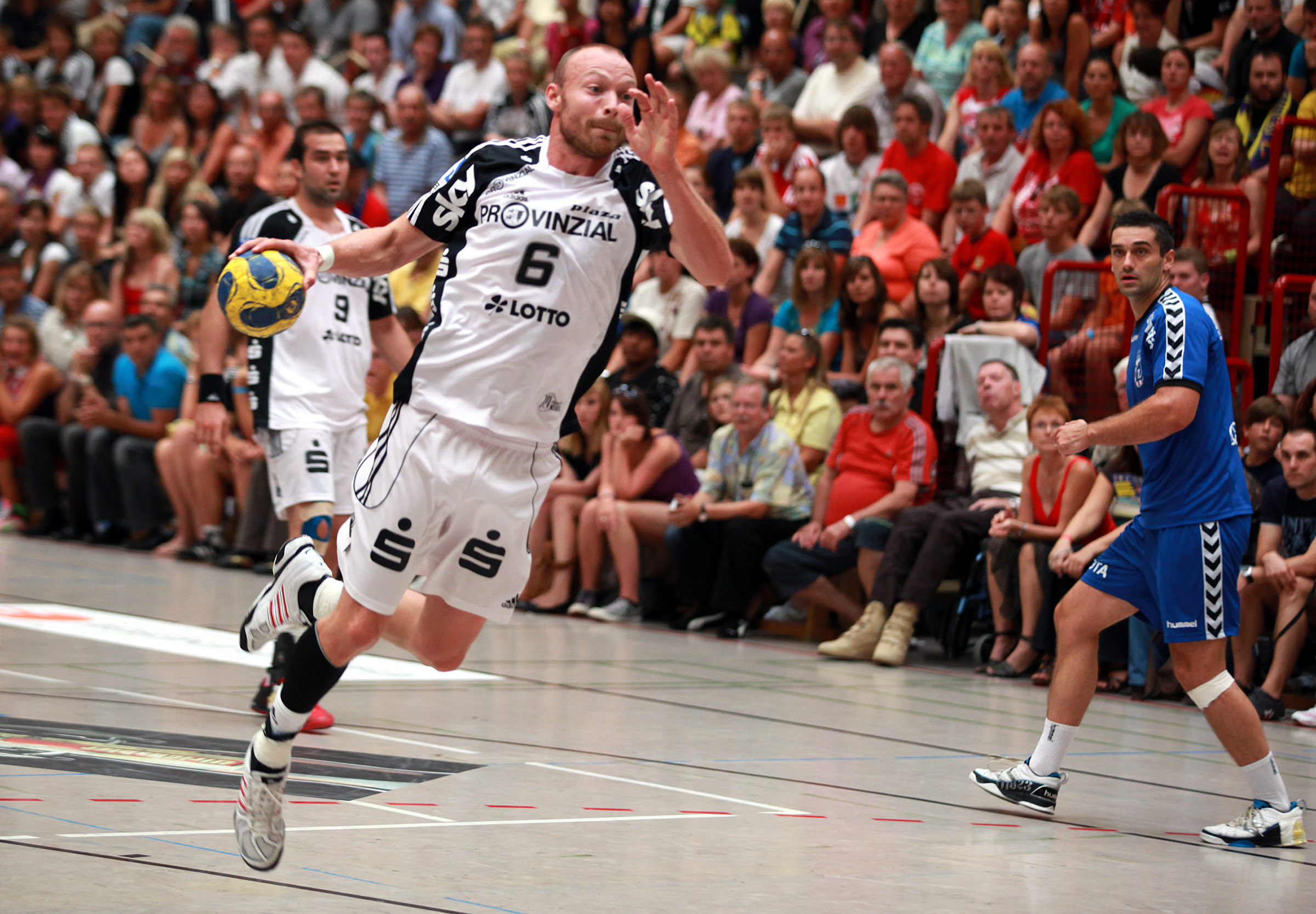
Henrik Lundström beim Schlecker Cup 2009

- Deutscher Meister 2005, 2006, 2007, 2008, 2009, 2010, 2012 und 2015
- DHB-Pokalsieger 2007, 2008, 2009, 2011 und 2012
- DHB-Supercup-Gewinner 2005, 2007 und 2011
- Champions-League-Sieger 2007, 2010 und 2012
- Super-Globe-Sieger 2011
- EHF-Champions-Trophy-Sieger 2007
- Schwedischer Meister 1999, 2001 und 2002 mit Redbergslids IK Göteborg
- Bester schwedischer Linksaußen 2003
- Nationalmannschafts-Supercup-Gewinn 2005
- 2. Platz bei den Scandinavian Open 2006

## Bundesligabilanz
| Saison    | Verein   | Spielklasse | Spiele | Tore | 7-Meter | Feldtore |
| --------- | -------- | ----------- | ------ | ---- | ------- | -------- |
| 2004/05   | THW Kiel | Bundesliga  | 34     | 123  | 19      | 104      |
| 2005/06   | THW Kiel | Bundesliga  | 34     | 129  | 5       | 124      |
| 2006/07   | THW Kiel | Bundesliga  | 33     | 106  | 21      | 85       |
| 2007/08   | THW Kiel | Bundesliga  | 33     | 80   | 15      | 65       |
| 2008/09   | THW Kiel | Bundesliga  | 34     | 75   | 1       | 74       |
| 2009/10   | THW Kiel | Bundesliga  | 34     | 74   | 18      | 56       |
| 2010/11   | THW Kiel | Bundesliga  | 32     | 51   | 0       | 51       |
| 2011/12   | THW Kiel | Bundesliga  | 27     | 36   | 0       | 36       |
| 2014/15   | THW Kiel | Bundesliga  | 4      | 5    | 0       | 5        |
| 2004–2015 | gesamt   | Bundesliga  | 265    | 679  | 79      | 600      |